# NGC 2483
NGC 2483 (również ESO 430-SC2 lub OCL 677) – gromada otwarta znajdująca się w gwiazdozbiorze Rufy. Odkrył ją John Herschel 22 stycznia 1835 roku. Jest położona w odległości ok. 5,4 tys. lat świetlnych od Słońca.